# Selección femenina de baloncesto de Ucrania
La Selección femenina de baloncesto de Ucrania es un equipo formado por jugadoras de nacionalidad ucraniana que represen en las competiciones internacionales organizadas por la Federación Internacional de Baloncesto (FIBA) o el Comité Olímpico Internacional (COI): los Juegos Olímpicos y Campeonato mundial de baloncesto especialmente.

## Resultados

### Juegos Olímpicos
| Baloncesto en los Juegos Olímpicos | Baloncesto en los Juegos Olímpicos | Baloncesto en los Juegos Olímpicos | Baloncesto en los Juegos Olímpicos | Baloncesto en los Juegos Olímpicos | Baloncesto en los Juegos Olímpicos |
| ---------------------------------- | ---------------------------------- | ---------------------------------- | ---------------------------------- | ---------------------------------- | ---------------------------------- |
| 1976–1992:                         | ver URSS                           | Atlanta 1996:                      | 4º                                 | Sídney 2000:                       | No clasificó                       |
| Atenas 2004:                       | No clasificó                       | Pekín 2008:                        | No clasificó                       | Londres 2012:                      | No clasificó                       |
| Río 2016:                          | No clasificó                       | Tokio 2020:                        | No clasificó                       | París 2024:                        | No clasificó                       |

### Mundiales
| Copa Mundial de Baloncesto Femenino | Copa Mundial de Baloncesto Femenino | Copa Mundial de Baloncesto Femenino | Copa Mundial de Baloncesto Femenino | Copa Mundial de Baloncesto Femenino | Copa Mundial de Baloncesto Femenino |
| ----------------------------------- | ----------------------------------- | ----------------------------------- | ----------------------------------- | ----------------------------------- | ----------------------------------- |
| 1953–1990:                          | ver URSS                            | 1994:                               | No clasificó                        | 1998:                               | No clasificó                        |
| 2002:                               | No clasificó                        | 2006:                               | No clasificó                        | 2010:                               | No clasificó                        |
| 2014:                               | No clasificó                        | 2018:                               | No clasificó                        | 2022:                               | No clasificó                        |
| 2026:                               |                                     |                                     |                                     |                                     |                                     |

### Eurobasket
| Campeonato Europeo de Baloncesto Femenino | Campeonato Europeo de Baloncesto Femenino | Campeonato Europeo de Baloncesto Femenino | Campeonato Europeo de Baloncesto Femenino | Campeonato Europeo de Baloncesto Femenino | Campeonato Europeo de Baloncesto Femenino |
| ----------------------------------------- | ----------------------------------------- | ----------------------------------------- | ----------------------------------------- | ----------------------------------------- | ----------------------------------------- |
| 1938–1993:                                | ver URSS                                  | 1995:                                     | Medalla de oro                            | 1997:                                     | 10º                                       |
| 1999:                                     | No clasificó                              | 2001:                                     | 11º                                       | 2003:                                     | 11º                                       |
| 2005:                                     | No clasificó                              | 2007:                                     | No clasificó                              | 2009:                                     | 13º                                       |
| 2011:                                     | No clasificó                              | 2013:                                     | 13º                                       | 2015:                                     | 16º                                       |
| 2017:                                     | 10º                                       | 2019:                                     | 16º                                       | 2021:                                     | No clasificó                              |
| 2023:                                     | No clasificó                              | 2025:                                     | No clasificó                              | 2027:                                     |                                           |